# Deichmann SE

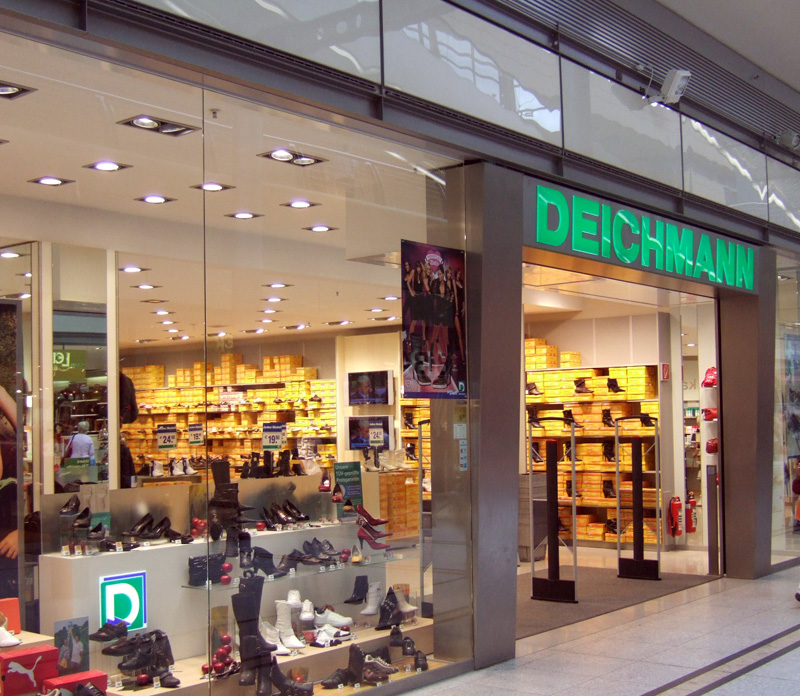
Deichmann-Filial en Potsdam

Deichmann SE es una importante cadena minorista alemana de calzado y ropa deportiva. Establecida en 1913 por la familia Deichmann, la empresa aún tiene su sede en su ciudad natal de Essen, Renania del Norte-Westfalia, Alemania.

## Tiendas por países
Deichmann se puede encontrar en 22 países de Europa y Estados Unidos.
| País               | Número de tiendas |
| ------------------ | ----------------- |
| Austria            | 161               |
| Bélgica            | 6                 |
| Bosnia-Herzegovina | 18                |
| Bulgaria           | 21                |
| Croacia            | 33                |
| República Checa    | 99                |
| Dinamarca          | 26                |
| Alemania           | 1300              |
| Hungría            | 116               |
| Italia             | 63                |
| Lituania           | 18                |
| Holanda            | 139               |
| Polonia            | 200               |
| Portugal           | 9                 |
| Rumania            | 82                |
| Serbia             | 30                |
| Eslovaquia         | 54                |
| Eslovenia          | 24                |
| España             | 65                |
| Suecia             | 32                |
| Suiza              | 190               |
| Turquía            | 102               |
| Reino Unido        | 98                |

## Referencias

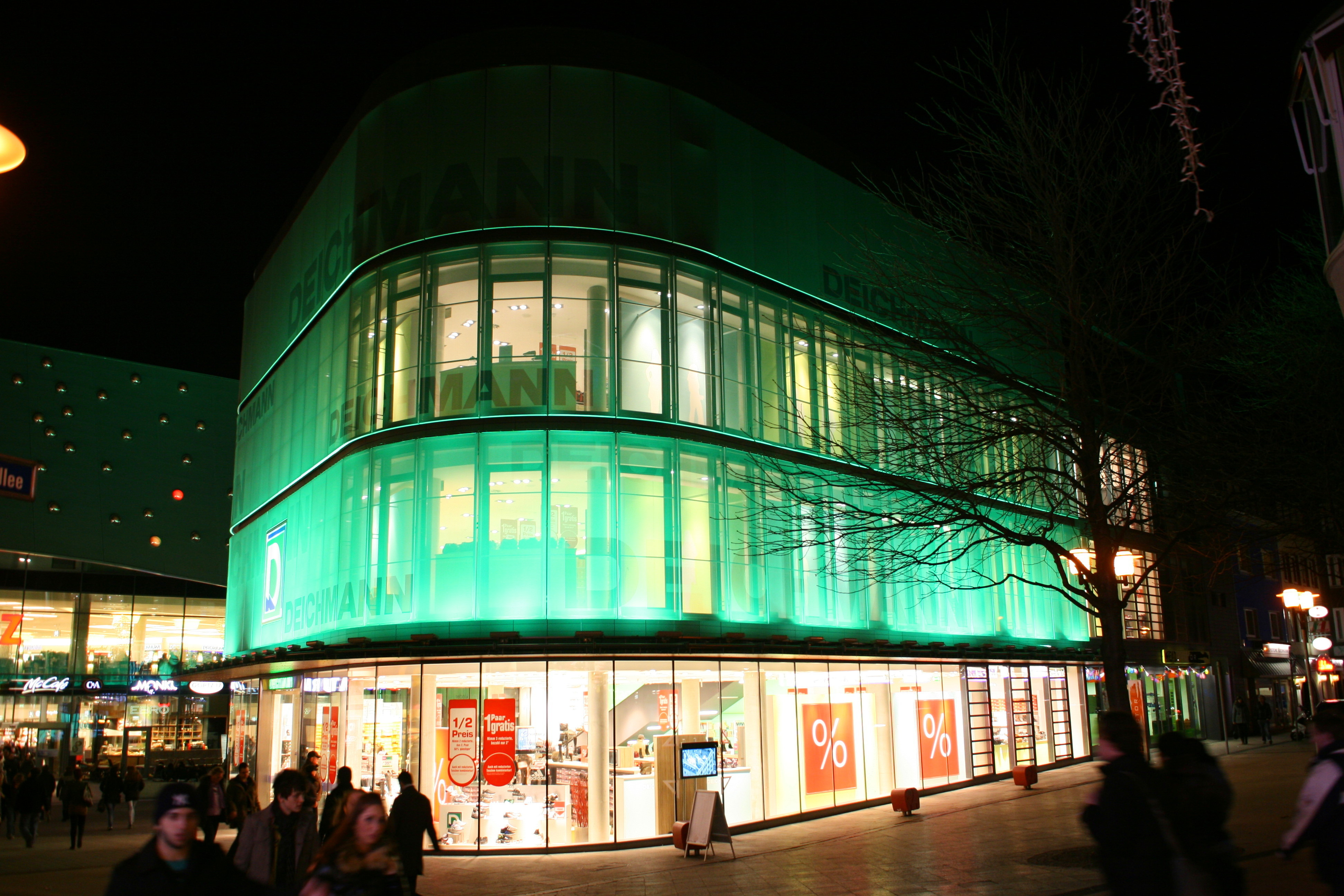
Tienda en Essen